# خیابان کارناوال
خیابان کارناوال (به انگلیسی: Carnival Row) عنوان یک مجموعه تلویزیونی آمریکایی تحت وب در ژانر نئو-نوآر و فانتزی است که توسط رنه اچواریا و تراویس بیچام ساخته شده‌است. فصل نخست مجموعه به تعداد ۸ قسمت در ۳۰ اوت ۲۰۱۹، از سرویس ویدئویی آمازون عرضه شد. اورلاندو بلوم و کارا دلوین ستارگان این مجموعه هستند. در ژوئیه ۲۰۱۹، آمازون اعلام کرد مجموعه برای فصل دوم نیز تمدید شد. فصل دوم و پایانی این مجموعه به تعداد ۱۰ قسمت از فوریه ۲۰۲۳ شروع به پخش شد.

## بازیگران

### اصلی
- اورلاندو بلوم در نقش رایکِرافت فیلوستریت (فایلو)، بازرس دورگه شهر بِرگ و کهنه‌سرباز جنگ
- کارا دلوین در نقش وینیِت اِستون‌ماس، یک پری (همچنین با نام تحقیرآمیز «پیکسی» شناخته می‌شوند) و معشوقه فایلو که تصور می‌کرد او مرده‌است
- سایمن مک‌برنی در نقش رانیون میلوُرثی، یک اجرا کننده خیابانی از نژاد انسان
- تامزین مرچانت در نقش ایموجن اسپرن رز
- دیوید گیسی در نقش آگرئوس یک فائون ثروتمند (همچنین با نام تحقیرآمیز «پاک» شناخته می‌شوند)
- اندرو گاور در نقش ازرا اسپرن رز، برادر الکلی ایموجن
- کارلا کروم در نقش تورمالین، یکی از نژاد فری، دوست و معشوقهٔ سابق وینیت
- میو درمودی در نقش پورشا فایف، زن صاحبخانه فایلو که علاقهٔ عاشقانه به او دارد
- ایندیرا وارما در نقش پایتی برک‌اسپیر، همسر فریبکار ابسالوم
- جرد هریس ابسالوم برک‌اسپیر، صدراعظم جمهوری برگ
- کرولاین فورد در نقش سوفی لانگربین، دختر قدرت طلب ریتر لانگربین
- جی علی در نقش کین
- جوآن ولی در نقش لئونورا (فصل ۲)، یک فائون با شاخ شکسته و رهبر جنبش انقلابی داون
- جیمی هریس در نقش گروهبان دامبی
- آریون باکاری در نقش داریوس، دوست قدیمی فایلو و سرباز سابق شهر بِرگ
- لیان بست